# Egglkofen
Egglkofen är en kommun och ort i Landkreis Mühldorf am Inn i Regierungsbezirk Oberbayern i förbundslandet Bayern i Tyskland. Egglkofen, som för första gången nämns i ett dokument från år 1200, har cirka 
1 300 invånare.
Kommunen ingår i kommunalförbundet Neumarkt-Sankt Veit tillsammans med staden Neumarkt-Sankt Veit.